# Gele koorts
Gele koorts is een infectieziekte, veroorzaakt door het gele-koortsvirus, dat door steekmuggen wordt verspreid.  De ziekte komt alleen in Afrika ten zuiden van de Sahara (ca. 180.000 gevallen per jaar) en Zuid- of Midden-Amerika (ca. 20.000 gevallen per jaar) voor. Jaarlijks worden naar schatting 84.000 tot 170.000 mensen met het gele-koortsvirus besmet waarvan er rond de 60.000 komen te overlijden. In Afrika en Zuid-Amerika lopen 900 miljoen mensen het risico met gele koorts besmet te raken. Vaccinatie is de belangrijkste preventieve maatregel om de ziekte te bestrijden. Het vaccin tegen gele koorts is veilig, betaalbaar en zeer effectief. Het vaccin biedt waarschijnlijk een levenslange bescherming tegen gele koorts.
Het gele-koortsvirus behoort tot de flavivirussen, maar werd vroeger ten onrechte onder de togavirussen geschaard. Het gele-koortsvirus is een enkelstrengs RNA-virus dat 35-45 nm groot is. Niet alle muggen kunnen gele-koortsvirussen overbrengen. In Afrika gaat het meestal om de Aedes aegypti of Aedes africanus, in Zuid-Amerika zijn het vaak muggen van het geslacht Haemagogus. Via de speekselklieren van de besmette mug komt het virus in het lichaam binnen en infecteert lymfocyten. Via de regionale lymfeklierstations verspreidt het virus zich vervolgens in de rest van het lichaam. Muggen die een geïnfecteerde aap of mens steken, worden na 2-3 weken besmettelijk.
Per jaar kan in een gebied met veel transmissie wel enkele procenten van de aanwezige bevolking geïnfecteerd worden met het gele-koortsvirus. Bij de jongvolwassenen kunnen in zo'n gebied mede daarom bij de meerderheid antistoffen tegen gele koorts worden aangetroffen. In Nederland en België is er in meer dan tien jaar geen gele koorts vastgesteld.

## Epidemiologie

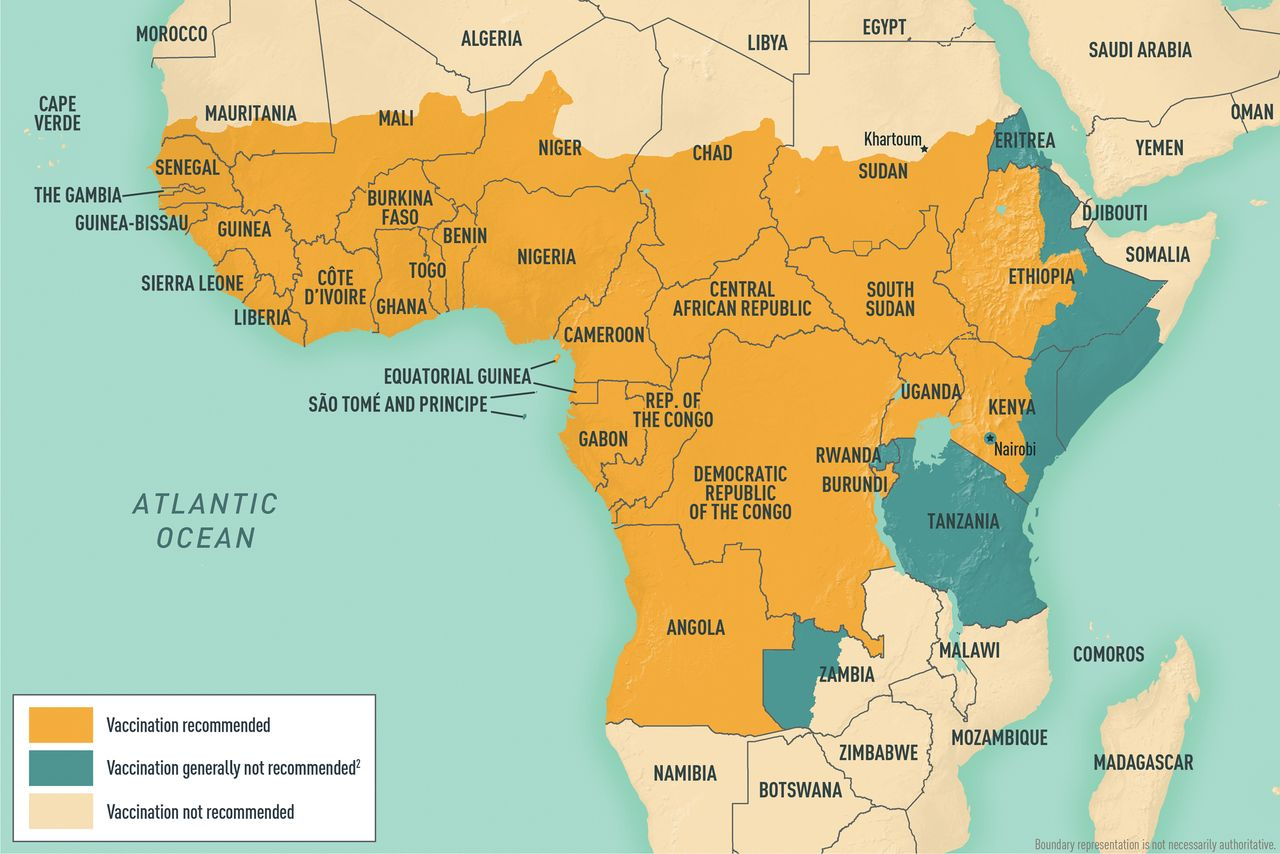
Gele koorts in Afrika, 2009

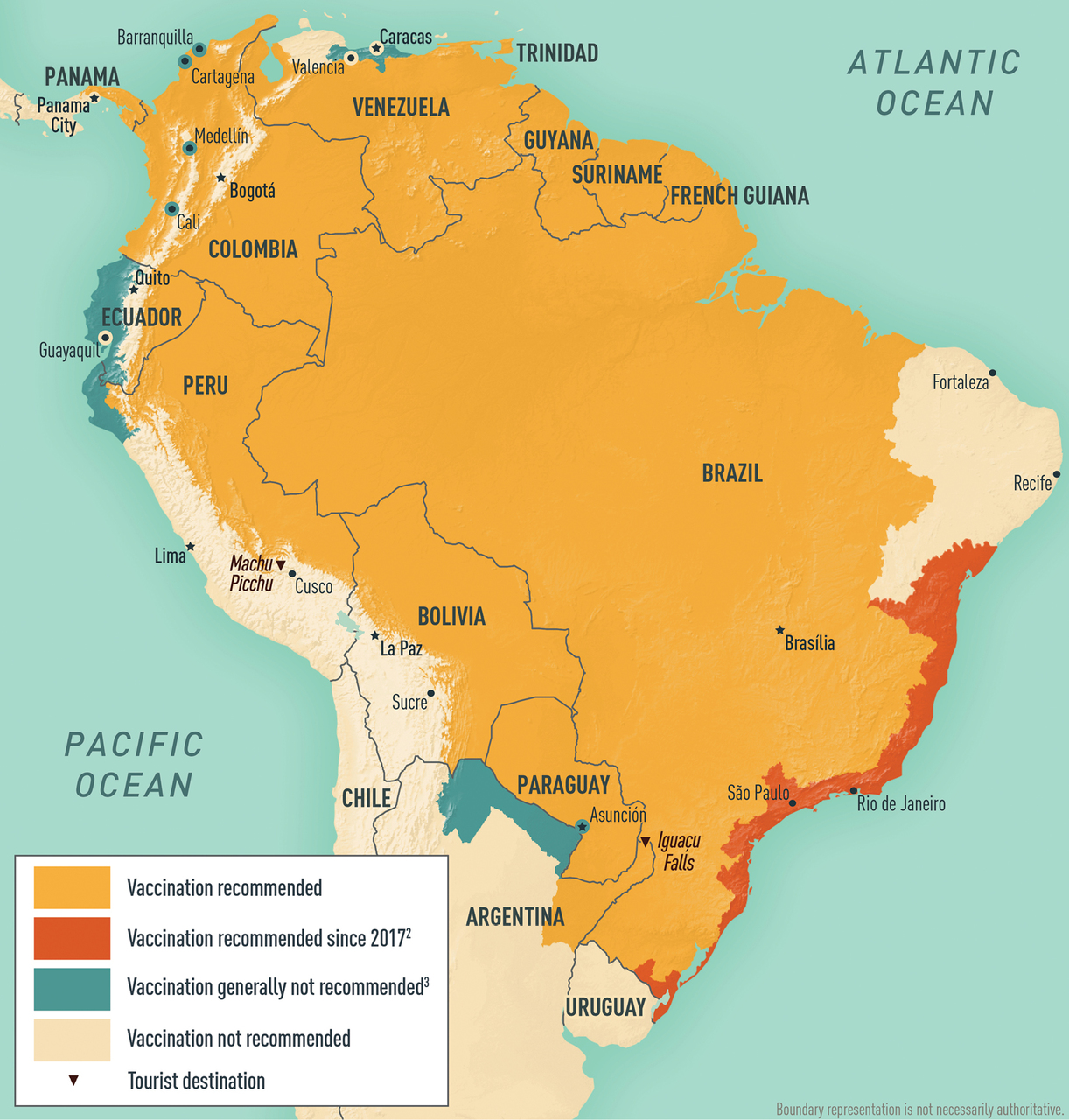
Gele koorts in Zuid-Amerika, 2009

Er worden twee typen van overdracht onderscheiden:
- De sylvatische vorm ("oerwoudvorm").
- De urbane vorm.

Bij de sylvatische vorm van overdracht wordt het gele-koortsvirus aangetroffen in muggen en apen. Af en toe wordt uit dit reservoir een niet-immune mens geïnfecteerd. Gele koorts is in dit geval dus een zoönose.
Bij de urbane vorm is er overdracht in de stad van muggen op de mens. Er zijn hier geen apen die als reservoir dienen. Dit is de vorm van overdracht die de meeste menselijke ziektegevallen veroorzaakt in de vorm van epidemieën.
Er is nog nooit overdracht van gele koorts van mens op mens aangetoond. De reden dat in het Midden-Oosten en Azië geen gele koorts voorkomt ondanks het feit dat de hiervoor benodigde muggen (A. aegypti) op grote schaal voorkomen, is niet bekend. De ziekteverschijnselen zijn bij deze twee vormen identiek aangezien het om hetzelfde virus gaat.
Tot 1900 werd algemeen aangenomen dat gele koorts werd veroorzaakt door een bacterie en dat de overdracht gebeurde via menselijke uitwerpselen. In 1881 poneerde de Cubaanse arts Charles Finlay dat de ziekte werd overgedragen door muggen. Dit werd bevestigd door een Amerikaanse medische commissie geleid dr. Walter Reed, die tijdens de Spaans-Amerikaanse Oorlog (1898) onderzoek deed naar gele koorts bij Amerikaanse militairen op Cuba.

## Symptomen
Na een incubatietijd van drie tot zes dagen kan de ziekte subklinisch verlopen. De symptomen zijn gewoonlijk koorts, spierpijn, opvallende rugpijn, hoofdpijn, misselijkheid en geen zin om te eten. Deze klachten verdwijnen doorgaans na drie of vier dagen.
Circa 15% van de patiënten komen een etmaal later in de zogenaamde toxische fase. Zij krijgen ernstige symptomen zoals hoge koorts, nierproblemen, geelzucht, buikpijn met braken en bloedingen uit ogen, mond, neus en maag. De helft van hen overlijdt na zeven tot tien dagen.

## Behandeling
Er is geen oorzakelijke behandeling van gele koorts zodat de behandeling noodgedwongen symptomatisch is. Of dit bijdraagt aan een betere prognose is twijfelachtig.

## Preventie
In de jaren 30 van de 20e eeuw werden twee vaccins ontwikkeld tegen gele koorts. Het eerste is het FNV-vaccin (gekweekt op muizenhersenen) en het tweede het 17D-vaccin (gekweekt op kippeneieren) dat nu nog steeds als enige wordt gebruikt. Het is een vaccin met verzwakte levende gele-koortsvirussen. Het FNV-vaccin had als nadeel dat er bij kinderen relatief vaak hersenontsteking voorkwam waardoor het na 1961 niet meer werd geadviseerd voor kinderen jonger dan tien jaar. Voor 1961 is het in Frans-Afrika op grote schaal gebruikt en het bleek erg effectief.
Het 17D-vaccin beschermt zeker tien jaar maar waarschijnlijk levenslang. Het wordt niet gegeven aan kinderen onder de zes maanden en aan ouderen. In deze groepen is namelijk het risico op hersenontsteking door de vaccinatie relatief groot.
Sinds 1980 zijn veel landen van massavaccinatie overgegaan op vaccinatie bij uitbraken van gele koorts. Ook is de muggenbestrijding minder stringent aangepakt dan vroeger. Hierdoor komt gele koorts weer meer voor dan vroeger. Veel landen waar gele koorts endemisch voorkomt stellen vaccinatie voor bezoekers verplicht.
Als voorzorg wacht men in de regel vier weken na toediening van levende vaccins vooraleer men immunosuppressieve medicatie (opnieuw) opstart.